# Ernst VII. von Hohnstein

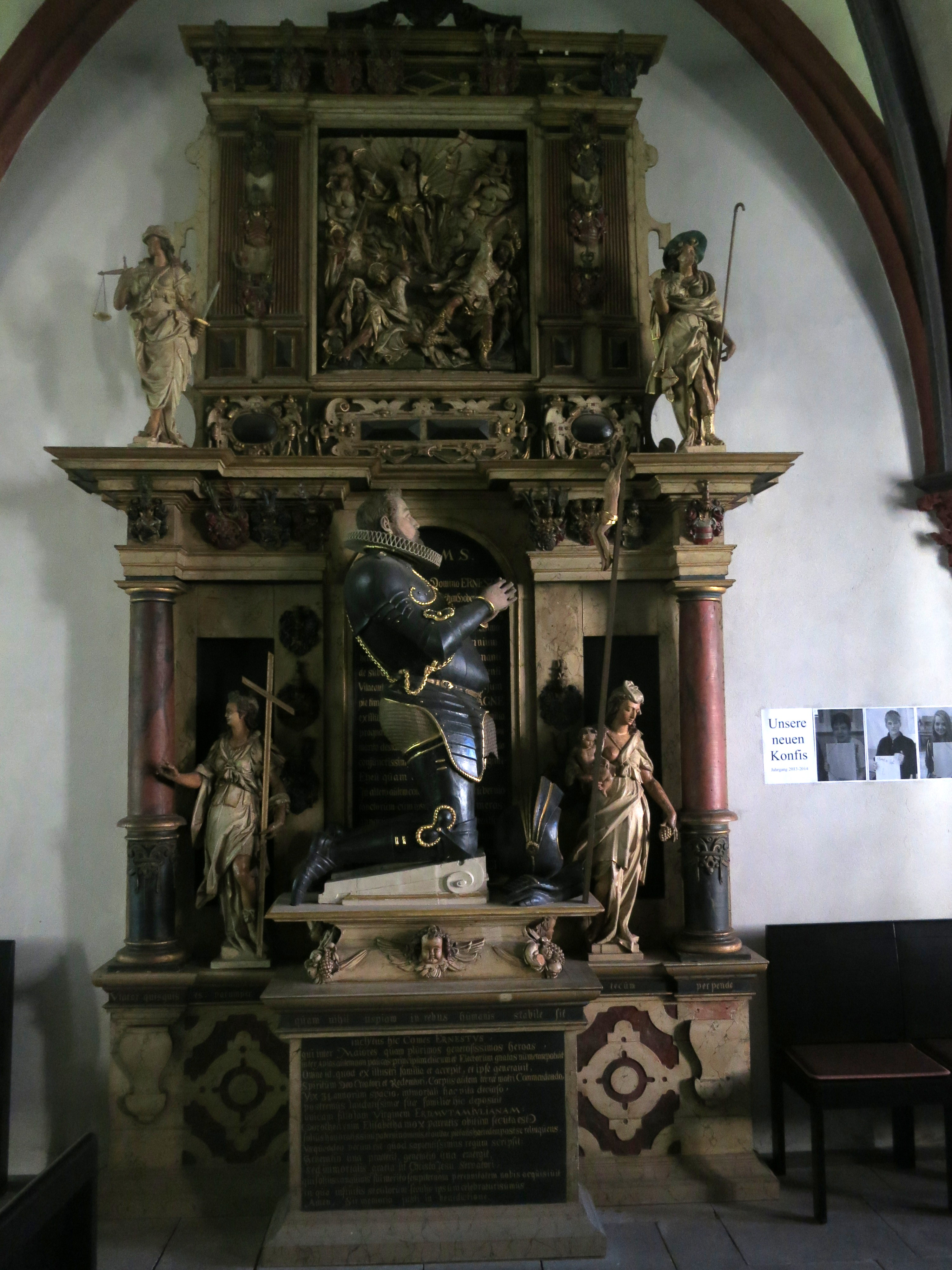
Epitaph des Grafen Ernst VII. von Hohnstein im Kapitelsaal des Klosters Walkenried

Graf Ernst VII. von Hohnstein, zeitgenössisch von Honstein (* 24. März 1562 in Klettenberg; † 8. Juli 1593 in Walkenried) war der letzte Regent der Grafschaft Hohnstein aus dem Geschlecht der Grafen von Hohnstein. Er war der Sohn von Volkmar Wolf von Hohnstein. Mit dem Tod von Ernst starb der im Harz ansässige Zweig dieses Harzgrafengeschlechts aus, da sein einziger Sohn Volkmar Wolf 1586 im Alter von drei Jahren verstorben war. Nach seinem Tod heiratete seine Witwe Agnes (1576–1636), Tochter Ludwigs von Eberstein-Naugard, 1598 Burckhard Schenk von Tautenburg († 1605).
Seit 1433 bestand eine Erbverbrüderung mit den Grafen von Schwarzburg und den Grafen zu Stolberg, die eine gegenseitige Erbfolge vorsah. Dennoch zog der Administrator des Bistums Halberstadt, Herzog Heinrich Julius von Braunschweig die Grafschaft Hohnstein als erloschenes Lehen ein und verlehnte sie an das Fürstentum Braunschweig-Wolfenbüttel, dessen Herzog er selbst war.
Das Grabepitaph von Graf Ernst von Hohnstein ist bis heute im Zisterzienser-Museum Kloster Walkenried erhalten.

## Einzelnachweis
1. ↑  Ute Essegern: Fürstinnen am kursächsischen Hof, 2007, S. 79.

| Personendaten    | Personendaten                                 |
| ---------------- | --------------------------------------------- |
| NAME             | Ernst VII. von Hohnstein                      |
| ALTERNATIVNAMEN  | Graf Ernst von Hohnstein; Ernst von Hohnstein |
| KURZBESCHREIBUNG | letzter Regent der Grafschaft Hohnstein       |
| GEBURTSDATUM     | 24. März 1562                                 |
| GEBURTSORT       | Klettenberg                                   |
| STERBEDATUM      | 8. Juli 1593                                  |
| STERBEORT        | Walkenried                                    |